# Croix Merhan
La croix Merhan, est située au sud-ouest de l'église du bourg de Callac, sur la commune de Plumelec dans le Morbihan.
Au sud-est de l'église, se trouve le calvaire de Callac.

## Historique
La croix Merhan fait l’objet d’une inscription au titre des monuments historiques depuis le 29 mars 1935.
Elle se trouvait dans un champ et a été transférée à Callac, au chevet de l'église, à quelques mètres de la croix du bourg.

## Architecture
Elle date du XVIIe siècle.
Le fronton supérieur triangulaire est ajouré. Sa face sud (côté rue) présente le Christ en croix, entouré de la Vierge Marie et de Saint-Jean. La face nord (côté église) présente la Piéta. Le fût, disparu, est remplacé par un dé de pierres.

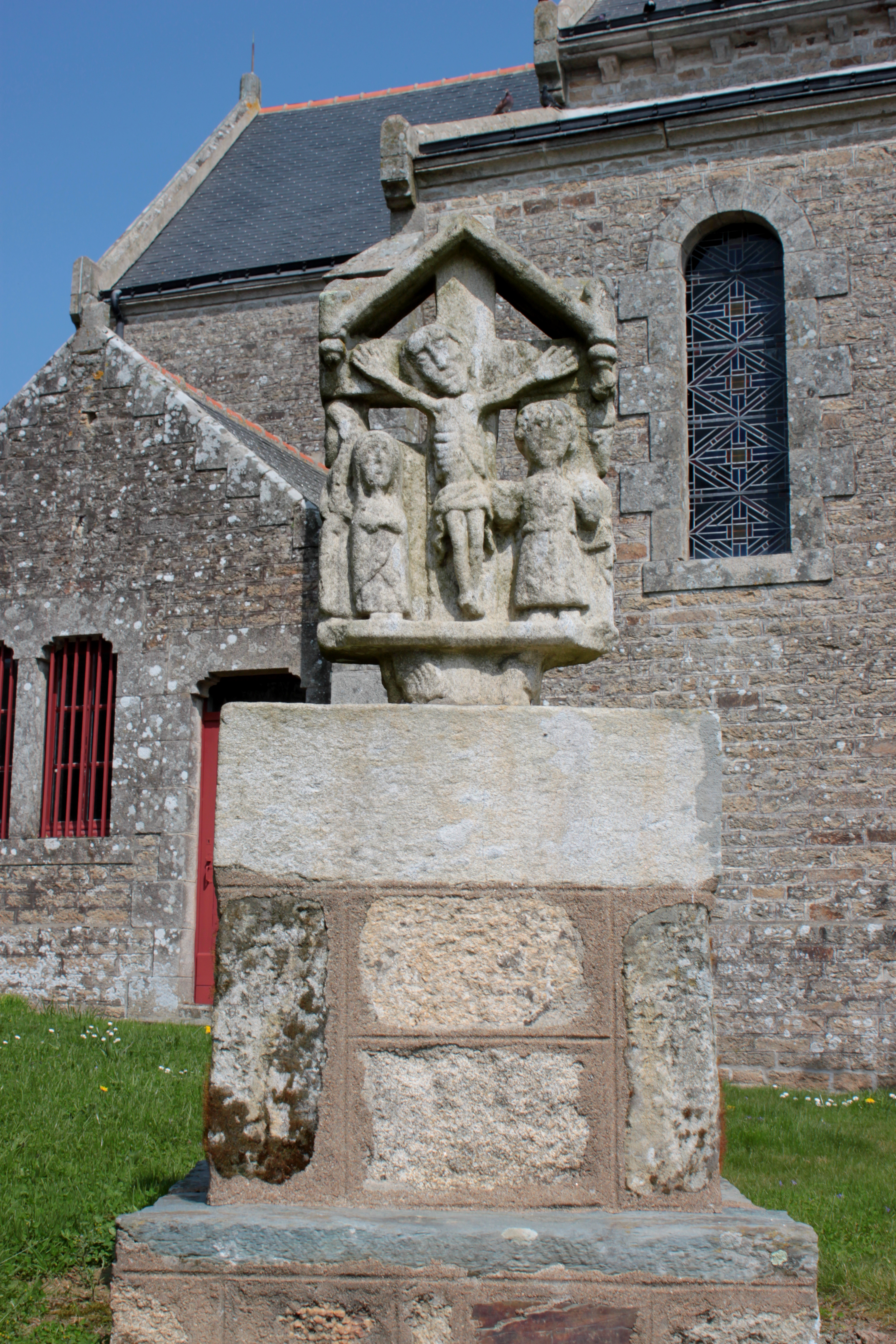
Croix Merhan, face sud.
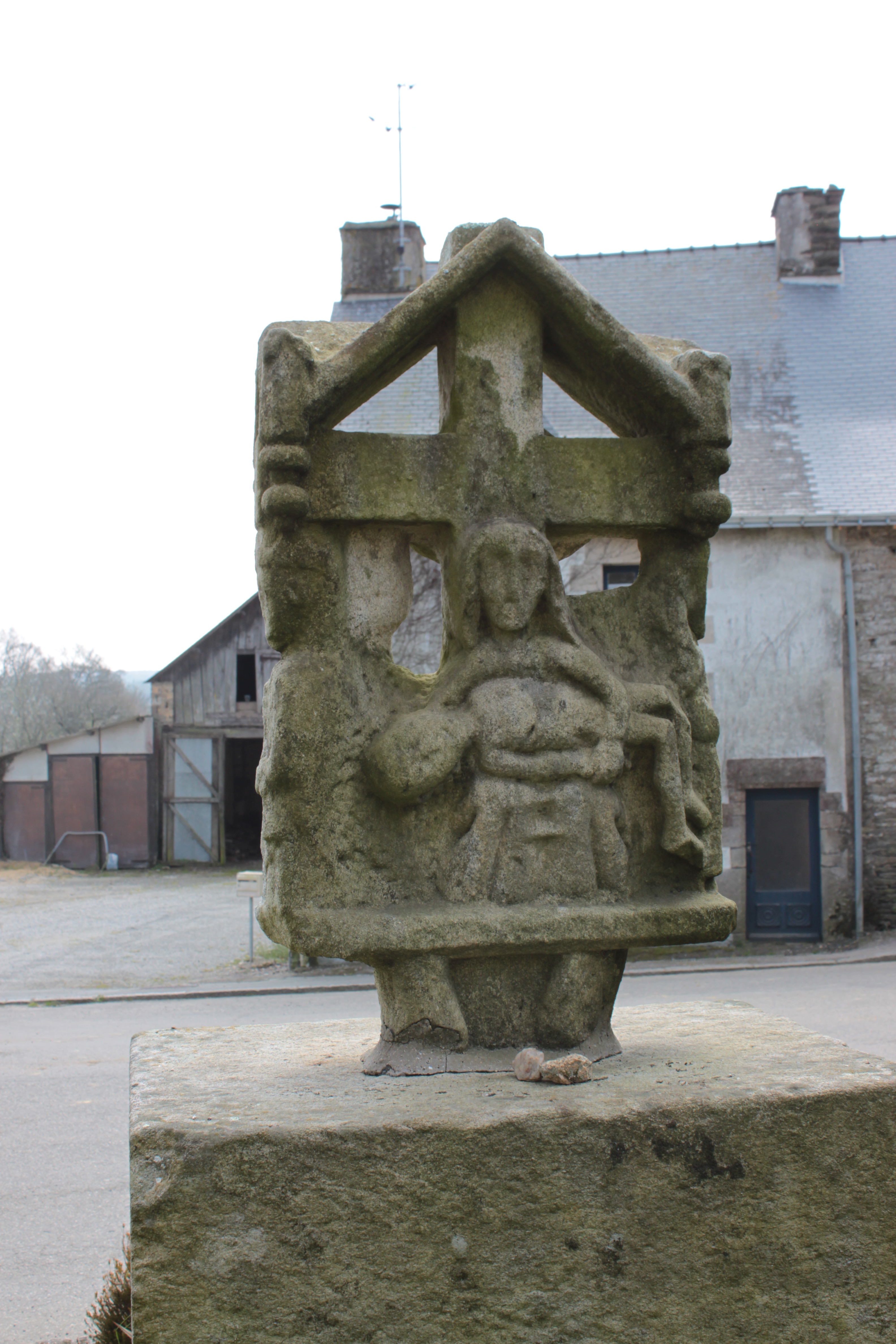
Croix Merhan, face nord.